# Tommie Bowens
Tommie Lee Bowens jr. (Okolona, 7 luglio 1940) è un ex cestista statunitense, professionista nella ABA.